# 웨딩 세레모니
《웨딩 세레모니》는 2012년에 제작한 대한민국의 단편영화이다.

## 캐스팅
- 김서형 : 여자 역
- 임현성 : 남자 역